# Datnioides
Datnioides là chi cá duy nhất trong họ Cá hường (Datnioididae). Ở Việt Nam, chúng còn được biết đến với tên gọi là cá hổ. Các loài cá trong chi này được tìm thấy ở các vùng nước ngọt, nước lợ ở vùng ven biển, các con sông ở vùng Nam Á và Đông Nam Á và New Guinea. Theo truyền thống họ này được xếp trong bộ Cá vược, nhưng các kết quả nghiên cứu gần đây của Betancur et al. xếp họ này vào trong bộ Lobotiformes.
J. S. Nelson, T. Grande và M. V. H. Wilson gọp trong họ này (trong họ Lobotidae) cùng các họ Callanthiidae, Sillaginidae trong bộ Spariformes. Các kết quả nghiên cứu của Betancur et al. (2013, 2016) không hỗ trợ điều này.
Nhiều loài trong số chúng được ưa chuộng để làm cá cảnh.

## Các loài
Chi nay có các loài sau
- Datnioides campbelli Whitley, 1939
- Datnioides microlepis Bleeker, 1854 –cá hường vảy mịn
- Datnioides polota (F. Hamilton, 1822) –cá hường bạc, pla kapong lai
- Datnioides pulcher (Kottelat, 1998) –cá hường xiêm
- Datnioides undecimradiatus (T. R. Roberts & Kottelat, 1994) –cá hường Mekong.